# سانت جيمس (كارولاينا الشمالية)
سانت جيمس (بالإنجليزية: St. James town, North Carolina)‏ هي بلدة تقع بولاية كارولاينا الشمالية في الولايات المتحدة. تبلغ مساحتها 23.81 كم2، وترتفع عن سطح البحر 8.8392 م، بلغ عدد سكانها 3,165 نسمة في عام 2010 حسب إحصاء مكتب تعداد الولايات المتحدة وتصل الكثافة السكانية فيها 132.9 نسمة لكل كيلومتر مربع (344.2/ميل2).

## التركيبة السكانية
حدّد مكتب تعداد الولايات المتحدة بيانات التركيبة السكانية لسانت جيمس في تعداد الولايات المتحدة. في ما يلي، التركيبة السكانية حسب تعدادي 2000 و2010.

### تعداد عام 2000
بلغ عدد سكان سانت جيمس 804 نسمة بحسب تعداد عام 2000، وبلغ عدد الأسر 385 أسرة وعدد العائلات 345 عائلة مقيمة في البلدة. في حين سجلت الكثافة السكانية 33.8 نسمة لكل كيلومتر مربع (87.5/ميل2). وبلغ عدد الوحدات السكنية 618 وحدة بمتوسط كثافة قدره 26 لكل كيلومتر مربع (67.3/ميل2).
وتوزع التركيب العرقي للبلدة بنسبة 97.89% من البيض و0.37% من الأمريكيين الأفارقة و0.62% من الأمريكيين ذوي الأصول الآسيوية و0.50% من سكان جزر المحيط الهادئ و0.62% من عرقين مختلطين أو أكثر و0.62% من الهسبانيون أو اللاتينيون من أي عرق.
بلغ عدد الأسر 385 أسرة كانت نسبة 7.3% منها لديها أطفال تحت سن الثامنة عشر تعيش معهم، وبلغت نسبة الأزواج القاطنين مع بعضهم البعض 88.6% من أصل المجموع الكلي للأسر، ونسبة 0.5% من الأسر كان لديها معيلات من الإناث دون وجود شريك، بينما كانت نسبة 0.5% من الأسر لديها معيلون من الذكور دون وجود شريكة وكانت نسبة 10.4% من غير العائلات. تألفت نسبة 8.8% من أصل جميع الأسر من عدة أفراد يعيشون في نفس المنزل ونسبة 2.6% كانت تتألف من شخص يعيش بمفرده يبلغ من العمر 65 عاماً أو أكثر. وبلغ متوسط حجم الأسرة المعيشية 2.09، أما متوسط حجم العائلات فبلغ 2.18.
بلغ العمر الوسطي للسكان 59.1 عاماً. وكانت نسبة 5.7% من القاطنين تحت سن الثامنة عشر، وكانت نسبة 1% بين الثامنة عشر والرابعة والعشرين عاماً، ونسبة 7.5% كانت واقعةً في الفئة العمرية ما بين الخامسة والعشرين والرابعة والأربعين عاماً، ونسبة 63.9% كانت ما بين الخامسة والأربعين والرابعة والستين، ونسبة 21.9% كانت ضمن فئة الخامسة والستين عاماً فما فوق. يوجد لكل 100 أنثى 97.1 ذكر، ويوجد لكل 100 أنثى في الثامنة عشر من عمرها فما فوق 96.9 ذكر.
بلغ متوسط دخل الأسرة في البلدة 92,656 دولارًا، أما متوسط دخل العائلة فبلغ 93,930 دولارًا. وكان متوسط دخل الذكور 77,964 دولارًا مقابل 16,250 دولارًا للإناث. وسجل دخل الفرد الخاص بالبلدة 50,567 دولارًا. وكانت نسبة 0% من العائلات ونسبة 0% من السكان تحت خط الفقر، وكان من هؤلاء نسبة 0% تحت سن الثامنة عشر ونسبة 0% في الخامسة والستين من العمر وما فوق.

### تعداد عام 2010
بلغ عدد سكان سانت جيمس 3,165 نسمة بحسب تعداد عام 2010، وبلغ عدد الأسر 1,575 أسرة وعدد العائلات 1,386 عائلة مقيمة في البلدة. في حين سجلت الكثافة السكانية 132.9 نسمة لكل كيلومتر مربع (344.2/ميل2). وبلغ عدد الوحدات السكنية 2,263 وحدة بمتوسط كثافة قدره 95 لكل كيلومتر مربع (246.0/ميل2).
وتوزع التركيب العرقي للبلدة بنسبة 97.82% من البيض و0.98% من الأمريكيين الأفارقة و0.09% من الأمريكيين الأصليين و0.57% من الأمريكيين ذوي الأصول الآسيوية و0.19% من الأعراق الأخرى و0.35% من عرقين مختلطين أو أكثر و0.85% من الهسبانيون أو اللاتينيون من أي عرق.
بلغ عدد الأسر 1,575 أسرة كانت نسبة 3% منها لديها أطفال تحت سن الثامنة عشر تعيش معهم، وبلغت نسبة الأزواج القاطنين مع بعضهم البعض 86.3% من أصل المجموع الكلي للأسر، ونسبة 1.3% من الأسر كان لديها معيلات من الإناث دون وجود شريك، بينما كانت نسبة 0.3% من الأسر لديها معيلون من الذكور دون وجود شريكة وكانت نسبة 12% من غير العائلات. تألفت نسبة 10.4% من أصل جميع الأسر من عدة أفراد يعيشون في نفس المنزل ونسبة 6% كانت تتألف من شخص يعيش بمفرده يبلغ من العمر 65 عاماً أو أكثر. وبلغ متوسط حجم الأسرة المعيشية 2.01، أما متوسط حجم العائلات فبلغ 2.12.
بلغ العمر الوسطي للسكان 65.0 عاماً. وكانت نسبة 2.5% من القاطنين تحت سن الثامنة عشر، وكانت نسبة 0.8% بين الثامنة عشر والرابعة والعشرين عاماً، ونسبة 3.6% كانت واقعةً في الفئة العمرية ما بين الخامسة والعشرين والرابعة والأربعين عاماً، ونسبة 43.3% كانت ما بين الخامسة والأربعين والرابعة والستين، ونسبة 49.8% كانت ضمن فئة الخامسة والستين عاماً فما فوق. وتوزع التركيب الجنسي للسكان بنسبة 49.2% ذكور و50.8% إناث.

## وصلات خارجية
- الموقع الرسمي